# Sleep Well (canción)
Sleep Well es la segunda canción del álbum Serenity de la banda finlandesa Kotipelto. Salió a la venta el 10 de enero de 2007, alcanzó el puesto número 5 en Finlandia y permaneció ahí por 3 semanas. Se eligió como el nuevo videoclip del disco lanzado en el 2006 como banda sonora de la película finlandesa Vares 2: el vídeo comienza cuando Timo entra al cine a ver la película Vares 2 donde aparece el protagonista de la película, un hombre muy alto haciendo sus acciones. Al final el actor entra al cine, se sienta donde está Kotipelto y finaliza el vídeo.

## Temas
1. Sleep Well - 4:18
2. Te Amare - 3:27

## Personal
1. Timo Kotipelto - Voz
2. Tuomas Wäinölä - Guitarra
3. Lauri Porra - Bajo
4. Janne Wirman - Teclados
5. Mirka Rantanen - Batería

## Chart Finnish
| Año  | Chart         | País                 | Posición |
| ---- | ------------- | -------------------- | -------- |
| 2007 | Finnish chart | Bandera de Finlandia | 5        |